# 畢那可鱷屬
绘鱷屬（學名：Pinacosuchus），又名毕纳克可鳄属，是已滅絕鱷形超目的一屬，化石被發現於美國猶他州的北角組（North Horn Formation）地層，地質年代相當於白堊紀晚期。畢那可鱷的化石不多，但具有角狀尖刺，這特徵在鱷形超目裡相當獨特。

## 發現與命名歷史
正模標本（編號USNM 16592）被發現於美國猶他州艾麥里縣的曼泰國家森林，包含：上頜的碎片、七節部分脊椎、一個部分鳥喙骨、一個部分股骨、多塊鱗甲（皮內成骨）、以及其他骨頭碎片。在1942年，古生物學家查爾斯·惠特尼·吉爾摩將這些化石進行敘述、命名，模式種是曼泰畢那可鱷（P. mantiensis）。由於化石過於破碎，吉爾摩很難做出準確的分類。吉爾摩排除爬行動物的大部分目，認為畢那可鱷可能屬於鱷目（那個年代的鱷目範圍較大）、以及槽齒目。吉爾摩覺得這個動物很類似偽鱷亞目，但偽鱷類生存於三疊紀或更早時期，因此也排除這個可能。吉爾摩認為畢那可鱷可能是古代鱷魚，因為其脊椎是雙凹型脊椎，不是前凹型脊椎，這是現代鱷魚的特徵；前凹型脊椎是椎體前側有凹處，後側有凸處，前後彼此相連接。
畢那可鱷是種非常小型的鱷形類動物。薦骨的長度為14.3公分。由於脊椎神經弓缺乏骨縫，顯示這個化石是個成年個體。數十年後，其他研究人員命名另一種多尖刺鱷形類（Akanthosuchus）時，也支持畢那可鱷是成年個體的看法。畢那可鱷的化石被發現時，鱗甲呈脫落狀態。吉爾摩將鱗甲分為五種形態：矩形鱗甲、有稜脊的隆起鱗甲、帶有銳利尖刺的厚矩形鱗甲、基部厚的小型尖刺、基部厚的延長尖刺。